# Outarville
Outarville é uma comuna francesa na região administrativa do Centro, no departamento Loiret. Estende-se por uma área de 46,61 km². Em 2010 a comuna tinha 1 345 habitantes (densidade: 28,9 hab./km²).